# Minside.no
Minside.no er en borgerportal på Internettet for de offentlige administrationer i Norge i stil med det danske borger.dk. Det var det første i verden af sin slags.
Formålet med minside.no er at give den norske befolkning en webportal hvorigennem de kan henvende sig når de ønsker kontakt med de offentlige instanser, søge efter ting som skattekort og melde flytning. Siden ligger under det norske Fornyings- og Administrasjonsdepartementet.

## Historie
Minside.no var den norske moderniseringsminister Morten Meyers hjertebarn og siden var planlagt at skulle åbne den 31. december 2005, men blev udsat flere gange grundet problemer med valg af autentiseringsløsning. I lang tid var det planen at en offentlig sikkerhedsportal ejet av det norske Bankenes BetalingsSentral (BBS), skulle bruges til autentisering, men dette blev skrinlagt fordi ingen af de to store e-ID-leverandører BankID og Buypass ville indgå aftale med BBS. 
Minside.no blev åbnet den 18. december 2006 med en midlertidig sikkerhedsløsning baseret på PIN-koder fra Skattedirektoratet. Tjenesten bliver tilgængelig efterhånden hvert som folk får tilsendt skattekort og adgangsinformation.

## Teknologi
Minside.no blev udviklet af Software Innovation med underleverandører, og forvaltes af ’Fornyings- og administrasjonsdepartementet’ gennem virksomheden Norge.no i Leikanger.